# برشلونة 6–1 باريس سان جيرمان
برشلونة 6–1 باريس سان جيرمان كما يُطلَقُ عليهَا اسم «لا ريمونتادا» (بالإسبانية: La Remontada) وتعني العودة، وهي نتيجة مباراة كرة القدم التي جرت بين برشلونة الإسباني وباريس سان جيرمان الفرنسي التي جرت في 8 مارس 2017 إيّاب الدور الثمن نهائي من دوري أبطال أوروبا 2016-17 على أرضية ملعب الكامب نو معقل فريق برشلونة. في هذه المباراة تمكن برشلونة من العودة بالنتيجة بعد أن خسر مباراة الذّهاب بنتيجة 4-0 لصالح الفريق الفرنسي، انتهت المباراة بنتيجة 6-1، لينجح برشلونة في التأهل إلى دور الربع نهائي من البطولة بمُجمل مجموع مبارتي الذهاب والإياب (6-5). هذه هي أكبر نتيجة لمبارة عودة في تاريخ دوري أبطال أوروبا لكرة القدم.

## خلفيّة

### مواجهات سابقة
سَبَقَ لنادي برشلونة وباريس سان جيرمان أن لعبا في مرحلة خروج المَغلوب من دوري أبطال أوروبا 2012-13، ودوري أبطال أوروبا 2014-15.

### الطريق إلى المباراة

#### مرحلة المجموعات
| م | الفريق            | لعب | ف | ت | خ | أ.له | أ.ع | أ.ف | نقاط | التأهل                        |  | آرسنال | باريس | بازل | لودوغورتس |
| - | ----------------- | --- | - | - | - | ---- | --- | --- | ---- | ----------------------------- |  | ------ | ----- | ---- | --------- |
| 1 | آرسنال            | 6   | 4 | 2 | 0 | 18   | 6   | +12 | 14   | التقدم إلى مرحلة خروج المغلوب |  | —      | 2–2   | 2–0  | 6–0       |
| 2 | باريس سان جيرمان  | 6   | 3 | 3 | 0 | 13   | 7   | +6  | 12   | التقدم إلى مرحلة خروج المغلوب |  | 1–1    | —     | 3–0  | 2–2       |
| 3 | بازل              | 6   | 0 | 3 | 3 | 6    | 15  | −9  | 3    | الانتقال إلى الدوري الأوروبي  |  | 1–4    | 1–2   | —    | 1–1       |
| 4 | لودوغورتس رازغراد | 6   | 0 | 2 | 4 | 3    | 12  | −9  | 2    |                               |  | 2–3    | 1–3   | 0–0  | —         |

| م | الفريق               | لعب | ف | ت | خ | أ.له | أ.ع | أ.ف | نقاط | التأهل                        |  | برشلونة | سيتي | مونشنغلادباخ | سلتيك |
| - | -------------------- | --- | - | - | - | ---- | --- | --- | ---- | ----------------------------- |  | ------- | ---- | ------------ | ----- |
| 1 | برشلونة              | 6   | 5 | 0 | 1 | 20   | 4   | +16 | 15   | التقدم إلى مرحلة خروج المغلوب |  | —       | 4–0  | 4–0          | 7–0   |
| 2 | مانشستر سيتي         | 6   | 2 | 3 | 1 | 12   | 10  | +2  | 9    | التقدم إلى مرحلة خروج المغلوب |  | 3–1     | —    | 4–0          | 1–1   |
| 3 | بوروسيا مونشنغلادباخ | 6   | 1 | 2 | 3 | 5    | 12  | −7  | 5    | الانتقال إلى الدوري الأوروبي  |  | 1–2     | 1–1  | —            | 1–1   |
| 4 | سلتيك                | 6   | 0 | 3 | 3 | 5    | 16  | −11 | 3    |                               |  | 0–2     | 3–3  | 0–2          | —     |

كان كلا الفريقين مؤهلين بشكل مريح من مرحلة المجموعات. حيثُ تأهل فريق باريس سان جيرمان في المركز الثاني في المجموعة الأولى بعد أن واجه أرسنال، بازل، وحقق تقدمًا قدره 9 نقاط على نادي بازل صاحب المركز الثالث.
في المُقابل؛ تأهل برشلونة كقادة للمجموعة الثالثة، أمام بوروسيا مونشنغلادباخ وسيلتيك، وبفارق 6 نقاط عن مانشستر سيتي صاحب المركز الثّاني.

#### مباراة الذهاب
| باريس سان جيرمان                               | 4–0   | برشلونة |
| ---------------------------------------------- | ----- | ------- |
| - دي ماريا 18'، 55' - دراكسلر 40' - كافاني 72' | تقرير |         |

تقرَّر إجراء مباراة الذهاب على أرضية ملعب بارك دي برينس في باريس، وتقرر أن تُلعب بتاريخ 14 فبراير 2017، أمَّا عن نتائج الفريقين قبل المُباراة (خصوصًا مع تزامن اللعب في الدوريات المحلية)، فقد فاز باريس سان جيرمان على مُضيفه بوردو بثلاثية نظيفة ضمن مباريات الدّوري الفرنسي، وبرشلونة كذلك فاز على ديبورتيفو ألافيس بسُداسية نظيفة خارج أرضهِ ضمن مباريات الدّوري الأسباني.
وَضَعَ أنخيل دي ماريا البارسيين في المُقدِّمة بهدف من ركلة حُرَّة مُباشرة بعد ارتكاب صامويل أومتيتي خطأ بالقُرب من منطقة الجزاء، وجاء الهدف الثاني عن طريق يوليان دراكسلر في الدّقيقة 40. بمُساعدة ماركو فيراتي بعد 55 دقيقة، سجّل دي ماريا هَدفهُ الثاني لتصبح النتيجة 3-0. واختتمت بهدف إدينسون كافاني في الدّقيقة 72. في المُقابل؛ نادي برشلونة سدّدَ تسديدة واحدة على المرمى فقط.

## المباراة

### ملخّص
كانَ من المُقرَّر أن تُلعب مُباراة الإيَّاب بتاريخ 8 مارس 2017 على أرضيَّة ملعب كامب نو في برشلونة. أمَّا عن نتائج الفريقين في الدَّوريات المحليَّة قبل المُباراة فقد فاز فريق برشلونة على نادي سيلتا فيغو بخُماسيّة نظيفة وفاز فريق باريس سان جيرمان على نانسي بهدفٍ نظيف.
حُظيت المُباراة بحضور مثير للإعجاب بلغ 96290، على الرغم من هزيمة الفريق المضيف الثقيلة في مباراة الذّهاب. بعد انطلاق المُباراة، أحرز سواريز لاعب برشلونة هدف المباراة الأول في الدقيقة الثالثة بعد أن تقدم على الكرة قبل أن يخرجها توماس منير. في الدقيقة 40، سجَّل لاعب فريق باريس لايفن كورزاوا هدفًا ذاتيًا في محاولة لمنع تسديدة من أندريس إنيستا. وجاء الهدف الثالث في الدقيقة 50 عن طريق ركلة جزاء التي سجَّلها ليونيل ميسي بعد عرقلة نيمار من قِبل توماس منير. كان يبدو أنَّ آمال برشلونة قد تراجعت بعد أن سجَّل إدينسون كافاني هدفًا في الدَّقيقة 62، ممَّا جعل برشلونة بحاجة إلى الفوز بثلاثة أهداف أخرى بسبب قانون الأهداف خارج ملعبهِ الذي كان يخدم باريس سان جيرمان. أحرز نيمار هدفين في المراحل الأخيرة، الأوَّل من ركلة حرَّة مُباشرة في الدقيقة 88 والثَّاني من ضربة جزاء في الدقيقة 91 لتصبح النتيجة 5-1. في الثَّواني الأخيرة من المباراة، ظهر نيمار مرَّةً أخرى ليحقِّق عرضية في منطقة الجزاء، ليتقدَّم إليها سيرجي روبيرتو ويُسجِّل الهدف السَّادس لبرشلونة والأخير في المُباراة، وبذلك فاز برشلونة في المباراة بـ6-1 وتقدَّمَ إلى الربع النهائي بنتيجة 6-5 في مجموع المبارتين؛ مع النَّتيجة الموصوفة بأنها «مذهلة»، «لا تصدق»، و «معجزة» من قبل وسائل الإعلام.

### تفاصيل
| برشلونة                                                                                      | 6–1   | باريس سان جيرمان |
| -------------------------------------------------------------------------------------------- | ----- | ---------------- |
| - سواريز 3' - كورزاوا 40' (ه.ذ.) - ميسي 50' (ر.ج.) - نيمار 88'، 90+1' (ر.ج.) - روبيرتو 90+5' | تقرير | كافاني 62'       |

| برشلونة | باريس سان جيرمان |

| GK          | 1  | مارك أندريه تير شتيغن |     |     |
| RB          | 12 | رافينيا ألكانتارا     |     | 76' |
| CB          | 14 | خافيير ماسكيرانو      |     |     |
| CB          | 3  | جيرارد بيكيه          | 23' |     |
| LB          | 23 | صامويل أومتيتي        |     |     |
| CM          | 5  | سيرجيو بوسكيتس        | 36' |     |
| RM          | 4  | إيفان راكيتيتش        | 61' | 84' |
| LM          | 8  | أندريس إنييستا (c)    |     | 65' |
| RF          | 10 | ليونيل ميسي           |     |     |
| CF          | 9  | لويس سواريز           | 67' |     |
| LF          | 11 | نيمار                 | 64' |     |
| البُدلاء:    |    |                       |     |     |
| GK          | 13 | ياسبر سيلسن           |     |     |
| DF          | 20 | سيرجي روبيرتو         |     | 76' |
| DF          | 18 | جوردي ألبا            |     |     |
| DF          | 19 | لوكاس دينييه          |     |     |
| MF          | 21 | أندريه غوميش          |     | 84' |
| MF          | 7  | أردا توران            |     | 65' |
| FW          | 17 | باكو ألكاسير          |     |     |
| المُدرّب:     |    |                       |     |     |
| لويس إنريكي |    |                       |     |     |

| GK          | 1  | كيفن تراب         |       |       |
| RB          | 12 | توماس مونييه      |       | 90+3' |
| CB          | 5  | ماركينيوس         | 90'   |       |
| CB          | 2  | تياغو سيلفا (c)   |       |       |
| LB          | 20 | لايفن كورزاوا     |       |       |
| RDM         | 25 | أدريان رابيو      |       |       |
| LDM         | 14 | بليز ماتويدي      | 5'    |       |
| RAM         | 7  | لوكاس مورا        |       | 55'   |
| CAM         | 6  | ماركو فيراتي      | 90+4' |       |
| LAM         | 23 | يوليان دراكسلر    | 14'   | 75'   |
| ST          | 9  | إدينسون كافاني    | 42'   |       |
| البُدلاء:    |    |                   |       |       |
| GK          | 16 | ألفونس أريولا     |       |       |
| DF          | 3  | بريسنيل كيمبيمبي  |       |       |
| DF          | 19 | سيرج أورييه       |       | 75'   |
| MF          | 4  | غجيغوش كريتشوفياك |       | 90+3' |
| MF          | 21 | حاتم بن عرفة      |       |       |
| MF          | 10 | خافيير باستوري    |       |       |
| MF          | 11 | أنخيل دي ماريا    |       | 55'   |
| المُدرّب:     |    |                   |       |       |
| أوناي إيمري |    |                   |       |       |

### إحصائيات
| إحصائيّات             | برشلونة | باريس سان جيرمان |
| -------------------- | ------- | ---------------- |
| الأهداف المسجّلة      | 6       | 1                |
| إجمالي التّسديدات     | 17      | 7                |
| التّسديدات على المرمى | 7       | 3                |
| التّصديّات             | 2       | 5                |
| الاستحواذ            | 65%     | 35%              |
| الضّربات الركنيّة      | 6       | 4                |
| الأخطاء المُرتكبة     | 16      | 25               |
| التّسلّل               | 2       | 5                |
| البطاقات الصّفراء     | 5       | 5                |
| البطاقات الحمراء     | 0       | 0                |

## بعد المباراة
في أعقاب التعادل 5-5 بمجموع المُبارتين، وسط مديح جمهور نادي برشلونة، وسُخرية جمهور باريس سان جيرمان للطريقة التي فشل بها اللاعبين في التعامل مع الأهداف، قام الحكم بمنح ركلة جزاء ثانية لبرشلونة ليتعادل الفريقين. بعد المُباراة، ظهرت تكهُّنات بأن يمكن الحُكم عن الحَكم من قِبل مجلس الإدارة بسبب القرارات التي اتخذها خلال المُباراة.
تَأهّل نادي برشلونة للدور ربع النهائي، وواجه يوفنتوس في مباراة الذّهاب خارج أرضه على ملعب يوفنتوس وخَسِر بـ3-0.
وفي مُباراة العودة على ملعب كامب نو؛ تعادل نادي برشلونة سلبيًا (0-0) مع يوفنتوس، وبذلك خرج من دوري الأبطال بنتيجة (0-3) في مجموع المبارتين.

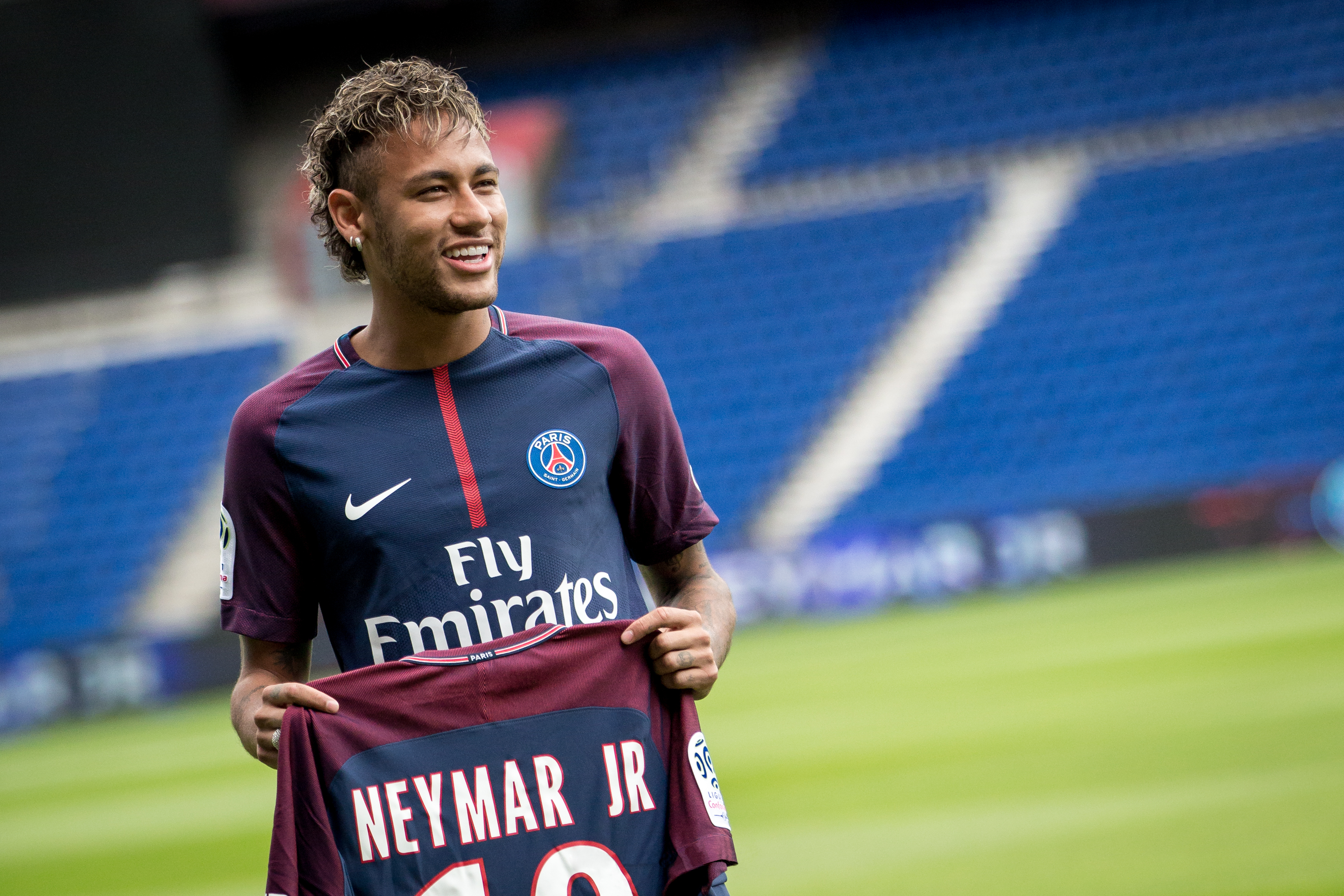
نيمار أثناء عرضه لجماهير باريس.

في أغسطس 2017، انتقل اللاعب البرازيلي نيمار من نادي برشلونة إلى باريس سان جرمان في أغلى صفقة لاعب كرة قدم في التّاريخ. اقترح الصّحفيون أن أحد أسباب رغبته في مغادرة برشلونة كان لأن الكثير من الاهتمام بعد فوزه على باريس سان جيرمان كان موجهًا نحو زميله في الفريق ليونيل ميسي على الرغم من الدور المحوري لنيمار.
في أكتوبر 2022، صرّح مهاجم باريس سان جيرمان إدينسون كافاني لموقع ريليفو أنه تأثر بشكل كبير بالهزيمة لدرجة أنه احتاج إلى العلاج النفسي لتجاوز الصدمة.

## وصلات خارجية
- تَعليق مباراة يويفا
- دَوري أبْطال أوروبا 2016–17